# Ria Van Landeghem
Ria Van Landeghem, född 19 september 1957, är en friidrottare från Belgien. Hon deltog vid olympiska sommarspelen 1984.